# 리민철
리민철(? ~ )은 조선민주주의인민공화국의 정치인이다. 조선로동당 중앙위원회 후보위원이다.

## 경력
2005년 과학백과사전출판사 부사장을 역임했다. 2010년 9월 조선로동당 중앙위원회 후보위원에 선출되었다.

## 수훈
2002년 5월 조선대백과사전 출판에 기여한 공로로 김일성상을 받았다.

## 기타
2011년 12월 김정일 사망 당시에 국가 장의위원회 위원을 맡았다.